# Аллар, Морис Франсуа
Морис Франсуа Аллар (фр. Maurice-François Allard; 25 марта 1923, Сен-ле-Нобль, департамент Нор — 5 мая 2004, Люнель, департамент Эро) — французский фаготист, композитор и музыкальный педагог.

## Биография
Племянник фаготиста Раймона Аллара, игравшего в Бостонском симфоническом оркестре под управлением Пьера Монтё.
Учился в консерватории Дуэ, затем окончил Парижскую консерваторию по классу Гюстава Дерена (1940). С 1942 года играл в Оркестре Ламурё и в камерном оркестре под руководством Фернана Убраду, в 1949—1983 гг. первый фагот Парижской оперы. В 1949 г. стал первым фаготистом, выигравшим Международный конкурс исполнителей в Женеве.
В 1957—1988 гг. профессор Парижской консерватории. Автор «Школы игры на фаготе» (фр. Méthode de Basson; 1976) и ряда других учебно-методических пособий. Среди учеников Аллара — ведущие фаготисты Франции, в том числе Жильбер Оден и Лоран Лефевр.
Среди записей Аллара — ряд произведений Вивальди и Моцарта, а также сочинения французских композиторов-современников, в том числе написанный для него концерт Андре Жоливе (1954). Аллар также стал первым исполнителем концертов для фагота с оркестром Марселя Ландовски (1958) и Жана Ривье (1964), сонат для фагота и фортепиано Анри Мартелли (1946) и Марселя Михаловича (1959) — обе с пианисткой Анриеттой Роже-Пуиг.
Имя Аллара во многом связано со вкладом в эволюцию и обновление французского фагота, открыв путь к сближению французского фагота и немецкого фагота, изначально отличавшегося друг от друга. Положение профессора в Консерватории Парижа позволило Морису Аллару обучать большое количество фаготистов. Он оставил важную дискографию, посвященную его инструменту и оригинальным композициям.